# Bomolocha uniformis
Bomolocha uniformis là một loài bướm đêm trong họ Noctuidae.